# 국도 제12호선 (인도)
국도 제12호선(National Highway 12)은 인도의 달콜라에서 바칼리까지 이어주는 총 연장 612 km의 거리를 가진 인도의 일반 국도이다.

## 경유지
12번 국도는 달콜라에서 27번 국도와 직접 만나며, 북디나지푸르 행정구와 카란디기, 마하라자하트를 통과하고 있는 것으로 보이지만 지나가는 곳들은 보통 라이간지, 가졸타운, 말다 등을 통과하고 있다. 또한 추가적으로 통과되어 있는 경유지로는 파라카 댐이 있고, 우마르푸르에서는 무르시다바드와 바하람푸르 등의 마을이 있지만, 그 외에도 크리슈나나가르, 라나가트, 바라사트 등의 마을도 지나간 것으로 드러나고 있다.

## 아시안 하이웨이관련
이 도로가 아시안 하이웨이 1호선의 일부 구간인 것으로 보이게 된다. 그러나 해당 구간을 보면 바라사트에서 벨가리아까지의 구간만 해당된다. 다만 아시안 하이웨이 1호선은 일본 도쿄도에서 후쿠오카시의 하카타항을 통해 페리로 이어준 뒤 부산항여객터미널을 건너오자마자 대한민국, 조선민주주의인민공화국, 중화인민공화국, 베트남 등을 거쳐 터키 이스탄불까지 이어주는 초장거리 국제 간선 고속도로망인 것으로 드러나고 있다.

## 그 외
이 도로 번호를 가진 옛 인도 12번 국도의 현재 도로 번호는 45, 46, 52번 국도로 분산 재배치된 것으로 알려져 왔다. 또한 이 도로는 본디부터 구 국도 제34호선으로 전용한 것으로 나와 있다. 다만 인도에는 34번 국도가 따로 설정되어 있는 것으로 드러나고 있다.